# Варезе (футбольний клуб)
Варезе (італ. Varese Calcio Società Sportiva Dilettantistica) — італійський футбольний клуб з однойменного міста заснований у 1910 році. Домашній стадіон — «Франко Оссола», що вміщує 10 000 глядачів. Провів 7 сезонів у еліті Італії, де грав до 1970-х років. Розформований у 2019 році.

## Відомі гравці
- П'єтро Анастазі
- Роберто Беттега
- Роберто Бонінсенья
- Андреа Гасбарроні
- Клаудіо Джентіле
- Антоніо Ді Натале
- Джамп'єро Марині
- Джузеппе Меацца
- Джанлука Пессотто
- Джованні Трапаттоні
- Нестор Комбен
- Тармо Кінк